# Metro (journal britannique)
Pour les articles homonymes, voir Metro.
Metro est un quotidien d'information britannique gratuit  publié par Associated Newspapers Ltd (qui fait partie du Daily Mail and General Trust). Fondé en 1999, il est distribué du lundi au vendredi, sauf les jours fériés, dans plusieurs stations de transport public dans les centres-villes de grandes villes britanniques, ainsi que dans certains cafés. Des éditions locales paraissent à Birmingham, Brighton, Bristol, Cardiff, Derby, Édimbourg, Glasgow, Leeds, Leicester, Liverpool, Londres, Manchester, Nottingham, Newcastle et Sheffield.
Ce quotidien, bien que portant le nom de Metro, n'a aucun lien avec le groupe de presse suédois Metro International, spécialisé dans la publication de quotidiens gratuits ėgalement nommés Metro à travers le monde. 